# Елефтеріо-Корделіо
Елефтеріо-Корделіо (грец. Ελευθέριο-Κορδελιό) — місто Греції і до 2011 року окремий дім, в периферії Центральна Македонія, передмістя Салонік.

## Історія
Місто заснували переселенці з Малої Азії після греко-турецького обміну населенням. В османську добу на цій території існувало поселення під назвою Арман-Кой (тур. Harman koy).

## Райони міста
Традиційно Елефтеріо-Корделіо поділяється на райони:
- Діалогі — Διαλογή
- Ано-Корделіо — Άνω Κορδελιό
- Статмос — Σταθμός
- Ая-Іріні — Αγία Ειρήνη
- Нео-Корділео — Νέο Κορδελιό
- Елефтеріа — Ελευθέρια.